# Quận Chesterfield, South Carolina
Quận Chesterfield là một quận trong bang Nam Carolina. Theo điều tra dân số năm 2000, quận có dân số 42.768; Năm 2005, Cục điều tra dân số Hoa Kỳ ước tính dân số quận này là 43.435.  Quận lỵ đóng ở Chesterfield.6

## Địa lý
Theo Cục điều tra dân số Hoa Kỳ, quận có tổng diện tích 806 dặm Anh vuông (2.087 km²), trong đó, 799 dặm Anh vuông (2.068 km²) là diện tích đất và 7 dặm Anh vuông (19 km²) trong tổng diện tích (0.89%) là diện tích mặt nước.

### Các quận giáp ranh
- Quận Anson, Bắc Carolina - Bắc
- Quận Richmond, Bắc Carolina - Đông bắc
- Quận Marlboro, Nam Carolina - Đông
- Quận Darlington, Nam Carolina - Đông nam
- Quận Kershaw, Nam Carolina - Tây nam
- Quận Lancaster, Nam Carolina - Tây
- Quận Union, Bắc Carolina - Tây bắc

### Khu bảo tồn
- Carolina Sandhills National Wildlife Refuge

## Thông tin nhân khẩu
Theo cuộc điều tra dân số2 tiến hành năm 2000, quận này có dân số 42.768 người, 16.557 hộ, và 11.705 gia đình sinh sống trong quận này. Mật độ dân số là 54 người trên mỗi dặm Anh vuông (21/km²). Đã có 18.818 đơn vị nhà ở với một mật độ bình quân là 24 trên mỗi dặm Anh vuông (9/km²).  Cơ cấu chủng tộc của dân cư sinh sống tại quận này gồm 64.34% người da trắng, 33.22% người da đen hoặc người Mỹ gốc Phi, 0.34% người thổ dân châu Mỹ, 0.30% người gốc châu Á, 0.02% người các đảo Thái Bình Dương, 1.04% từ các chủng tộc khác, và 0.75% từ hai hay nhiều chủng tộc.  2.27% dân số là người Hispanic hoặc người Latin thuộc bất cứ chủng tộc nào.
Có 16.557 hộ trong đó có 33.40% có con cái dưới tuổi 18 sống chung với họ, 49.60% là những cặp kết hôn sinh sống với nhau, 16,30% có một chủ hộ là nữ không có chồng sống cùng, và 29,30% là không gia đình. 25.90% trong tất cả các hộ gồm các cá nhân và 10.00% có người sinh sống một mình và có độ tuổi 65 tuổi hay già hơn.  Quy mô trung bình của hộ là 2,54 còn quy mô trung bình của gia đình là 3,05.
Cơ cấu độ tuổi dân cư quận này như sau 26.60% dưới độ tuổi 18, 8,50% từ 18 đến 24, 29.00% từ 25 đến 44, 23,90% từ 45 đến 64, và 12.00% người có độ tuổi 65 tuổi hay già hơn.  Độ tuổi trung bình là 36 tuổi. Cứ mỗi 100 nữ giới thì có 93,20 nam giới. Cứ mỗi 100 nữ giới có độ tuổi 18 và lớn hơn thì, có 90.00 nam giới.
Thu nhập bình quân của một hộ ở quận này là $29.483, và thu nhập bình quân của một gia đình ở quận này là $36.200. Nam giới có thu nhập bình quân $30,205 so với mức thu nhập $20.955 đối với nữ giới. Thu nhập bình quân đầu người của quận là $14.233. Khoảng 16,70% gia đình và 20,30% dân số sống dưới ngưỡng nghèo, bao gồm 24,70% những người có độ tuổi 18 và 24.20% là những người 65 tuổi hoặc già hơn.

## Các cộng đồng

### Thị xã
- Cheraw
- Chesterfield
- Jefferson
- McBee
- Mount Croghan
- Pageland
- Patrick
- Ruby

### Cộng đồng khác
- Middendorf
- Minden